# Palais Krušper
Le palais Krušper (en serbe cyrillique : Крушперова палата ; en serbe latin : Krušperova palata) est situé à Sombor, dans la province de Voïvodine et dans le district de Bačka occidentale, en Serbie. Il est inscrit sur la liste des monuments culturels de grande importance de la république de Serbie (identifiant no SK 1252).
Le bâtiment abrite aujourd'hui les archives historiques de Sombor.

## Présentation
Le bâtiment a été construit en 1771 par Paul Krusper de Verbo, l'administrateur des biens de l'État impérial dans les régions de Bačka et de Syrmie. Il se présente comme un édifice composé d'un rez-de-chaussée et d'un étage et est situé à proximité immédiate d'une tour qui est le seul vestige de la forteresse médiévale de la ville et qui a encore joué son rôle défensif au moment de la présence ottomane ; cette tour, couramment appelée la « tour du pacha », est mentionnée par le voyageur turc Evliya Çelebi ; elle a été construite à la fin du XVIe siècle ou au début du XVIIe siècle.
L'architecture du palais est simple, avec des ouvertures semi-circulaires au rez-de-chaussée et rectangulaires à l'étage. Le rez-de-chaussée et l'étage sont séparés par un cordon et une corniche court au-dessous du toit. Le bâtiment est relié à la tour médiévale de façon à former un tout avec elle. La tour, presque carrée, est haute d'environ 20 m et dotée de murs épais ; elle est constituée d'un rez-de-chaussée et de deux étages. Elle a gardé son apparence d'origine.